# Стефан фон Миленковић
Стефан фон Миленковић (псеудоним Стефан Милов; Оршава, 9. март 1836 – Медлинг крај Беча, 11. март 1915) био је аустријски књижевник.

## Биографија
Стефан Милов Миленковић - немачки песник, како гласи његово песничко име (направљено скраћивањем правог презимена), пореклом је Србин из Србије. По првом извору, исориографу Авраму Ђукићу: отац му се преселио након Свиштовског мира 1791. године, крајем тог 18 века, са својим родитељима из Пожаревца у Банат. Породица се склањала, бежећи још од Ужица, испред Турака у ондашње Аустријско царство. Стефан млађи је рођен у Оршави, у данашњој Румунији, где му је отац у то време службовао као аустријски мајор - био заповедник граничарског кордона.
По другом извору, Миленковићи су раније стигли у Банат. Отац Стефан обрштар аустријски (пуковник) потиче у ствари из Ужица, одакле му се прандеда са четири сина, много пре аустро-турског рата (1787-1791) преселио у Банат. Син једног од четворице поменутих Миленковића, био је песников деда Живко, који је 1791. године службовао у Ковину, као граничарски капетан, погинуо је у Италији у борби. Отац Стефан Миленковић је рођен 1786. године у Ковину. Мајка Марија рођ. Паус из Новог Сада, није била права Немица; по мајци је била из славне српске породице Монастерлија. Песников "деда стриц" Стојан Миленковић купио је 1819. године банатско село - спахилук Жабар за 90.000 ф. Постао је племић (као и сви његови потомци) са епитетом от Жабар.

## Каријера
Стефан је рођен 9. марта 1836. године у Старој Оршави. Неколико година касније (1838) породица је прешла у Горњу Крајину, где је отац постао пуковник у Славонском Броду. Угледајући се на оца, и Стефан пл. Миленковић — заједно са још петорицом своје браће — посветио cе из почетка војничком позиву, дотерао до капетана, a затим, због болести, млад, са своје 34 године, напустио војску и одао се књижевности. Млади Стефан је одрастао у Броду (Славонском) где је похађао немачку основну школу, а војно образовање стекао у Кадетској школи у Оломуцу. Постаје официр аустријски са 17 година у Бечу. Првих неколико година служио је при свом пуку, а затим ушао у Војни географски завод у Бечу у ком је провео 15 година и постављен за "побочника" истог. У пролеће 1865. године Стефан се жени са кћерком подмаршала барона Рајхлин-Мендега. Будући слабог здравља, а наклоњен науци и уметности, пензионисао се 1875. године и настанио Еренхаузену у Штајерској. У том мирном аустријском крају имао је мањи дворац и довољно земље за узгој поврћа. Син му је Бено Стефан фон Миленковић.

## Стваралаштво
Много тога је довело Србина Миленковића да заврши као стваралац на немачком језику. У кући његова оца, који је дотерао до аустријског пуковника и имао пуно деце и жену новосадску Немицу, племићку, говорило се немачки, и тек изузетно српски, иако су и мајка и отац знали српски. Школовао се на немачком и током војне службе служио тим језиком. Затим, Милов се оженио једном аустријском баронесом, ћерком аустријског фелдмаршала. Присне везе c том породицом, уз стварно велику љубав према својој жени, дале су завршну фазу понемчавању Милова. Круг његових пријатеља проширује се према људима чије име и званично значи нешто у политичком и културном животу Аустрије. Тако му предговор првој збирци његових песама пише управо рођак његове жене, професор Рајхлин-Мелдег. Његова деца су готово изгубила везе са српским очинским родом. Од два сина, један иде у аустријску морнарицу, а други, старији, Макс Моролд, постаје секретар аустријског министарства просвете, директор бечког Хофбургтеатра. Милов се током живота сретао и одржавао културне контакте са књижевницима, Србима и Хрватима, попут Лазе Костића, Јована Јовановића Змаја, Николе Трнског и других. Занимљив опаску, о његовом идентитету дао је хрватски часопис "Виенац", у свом чланку посвећеном њему: Милов ниједном својом нјемачком пјесмом није Нијемац! Он је само пјесник!
Од 1865. године, када је изашла прва, па до 1912. године, када је изашла последња збирка Миловљевих песама, дакле у току близу педесет година његовог књижевног рада, појавио се цео низ Миловљевих збирки песама, новела, драма, и један роман. Превођен је и на српски и хрватски језик, а песме појединачно објављиване у домаћој периодици. Али, и са стране оних који су га прецењивали, и са стране оних који су га потцењивали — Милову је поклањана пажња углавном као лиричару. Умро је на прагу своје осамдесете године, 1915. године, у Медлингу крај Беча, у својој кући, на којој је одмах затим откривена спомен-плоча c натписом:
Велики лиричар немачке Аустрије Стефан Милов (фон Миленковић), рођен 9. марта 1836, становао је у овој кући од 1902 до своје смрти, 11. марта 1915".
ом